# 일본국 헌법 제76조
일본국 헌법 제76조(일본어: 日本国憲法第76条)은 일본국 헌법 제6장 "사법"의 조문 중 하나이다. 사법권·재판소, 특별재판소의 금지, 재판관의 독립에 대해 규정하고 있다.

## 조문
일본국 헌법 제76조
① 모든 사법권은 최고재판소 및 법률이 정하는 바에 의하여 설치하는 하급 재판소에 속한다.
② 특별재판소는 이를 설치할 수 없다. 행정기관은 종심(終審)으로서 재판을 행할 수 없다.
③ 모든 재판관은 그 양심에 따라 독립하여 그 직권을 행하며, 이 헌법 및 법률에만 구속된다.

## 해설
일본의 재판소는 헌법 및 법률 규정에 따라 최고재판소(대법원에 해당), 고등재판소(고등법원에 해당), 지방재판소(지방법원에 해당), 가정재판소(가정법원에 해당), 간이재판소(지원에 해당)으로 구성되며, 본 조 제2항 규정에 따라 이외의 다른 재판소는 설치할 수 없다. 제3항에서는 사법권의 독립을 보장하고 있다.
또 일본은 대한민국 등의 국가와 달리 헌법재판소가 존재하지 않으므로 대법원에 해당하는 최고재판소가 위헌법률심판, 권한쟁의심판, 유권해석 등의 헌법 재판을 담당한다.